# Schübelhammer
Schübelhammer ist ein Gemeindeteil der Stadt Schwarzenbach am Wald im Landkreis Hof (Oberfranken, Bayern). Schübelhammer liegt in der Gemarkung Löhmar.

## Geografie
Der Weiler befindet sich am rechten Ufer der Wilden Rodach, zwischen den Mündungen von Zegast und Thiemitz und ist allseits von Waldgebieten umgeben. Im Süden beim Schübelberg (583 m ü. NHN) befindet sich ein ehemaliger Kalksteinbruch, der als Geotop ausgezeichnet ist. Im Nordwesten bei der Bundesstraße 173 gibt es einen ehemaligen Steinbruch, ebenfalls ein Geotop. Die B 173 durchquert den Ort und führt weiter nach Gottmannsgrün (3,7 km nordöstlich) bzw. nach Schnappenhammer (2,5 km nordwestlich). Parallel zur Bundesstraße und unmittelbar südlich von dieser verläuft zudem ein asphaltierter Radweg. Anliegerwege führen nach Fels (0,1 km südwestlich) und nach Hühnergrund (0,6 km nördlich).

## Geschichte
Im Ort befand sich einst ein Eisenhammerwerk, das im Zusammenhang mit dem in der Nähe betriebenen Eisenbergbau errichtet worden war. Im Jahr 1551 befand es sich im Besitz eines gewissen Sixt von Reitzenstein, der aus dem fränkischen Uradelsgeschlecht Reitzenstein stammte. Nach der Aufgabe des Hammerwerksbetriebes wurde sie als Mahlmühle genutzt.
Schübelhammer gehörte zur Realgemeinde Löhmar. Gegen Ende des 18. Jahrhunderts bestand Schübelhammer aus fünf Anwesen (3 Güter, 1 Gütlein, 1 Wohnhaus). Die Hochgerichtsbarkeit sowie die Grundherrschaft über sämtliche Anwesen hatte das bayreuthische Verwaltungsamt Schwarzenbach am Wald.
Von 1797 bis 1810 unterstand Schübelhammer dem Justiz- und Kammeramt Naila. Infolge des Ersten Gemeindeedikts wurde Schübelhammer dem 1812 gebildeten Steuerdistrikt Schwarzenbach am Wald und der zugleich entstandenen Ruralgemeinde Löhmar zugewiesen. Am 1. April 1971 wurde Schübelhammer im Zuge der Gebietsreform in Bayern nach Schwarzenbach eingegliedert.

### Einwohnerentwicklung
| Jahr      | 1799   | 1819  | 1861   | 1871   | 1885   | 1900   | 1925   | 1950   | 1961   | 1970   | 1987  |
| Einwohner | 16     | 8     | 91     | 79     | 50     | 59     | 51     | 45     | 35     | 36     | 30    |
| Häuser    | 3      |       |        |        | 8      | 7      | 9      | 8      | 8      |        | 8     |
| Quelle    | [ 10 ] | [ 7 ] | [ 11 ] | [ 12 ] | [ 13 ] | [ 14 ] | [ 15 ] | [ 16 ] | [ 17 ] | [ 18 ] | [ 1 ] |

## Religion
Schübelhammer ist evangelisch-lutherisch geprägt und war ursprünglich nach Schwarzenbach am Wald gepfarrt, seit 1818 ist die Pfarrei St. Michael (Bernstein am Wald) zuständig.